# Silveira (Torres Vedras)

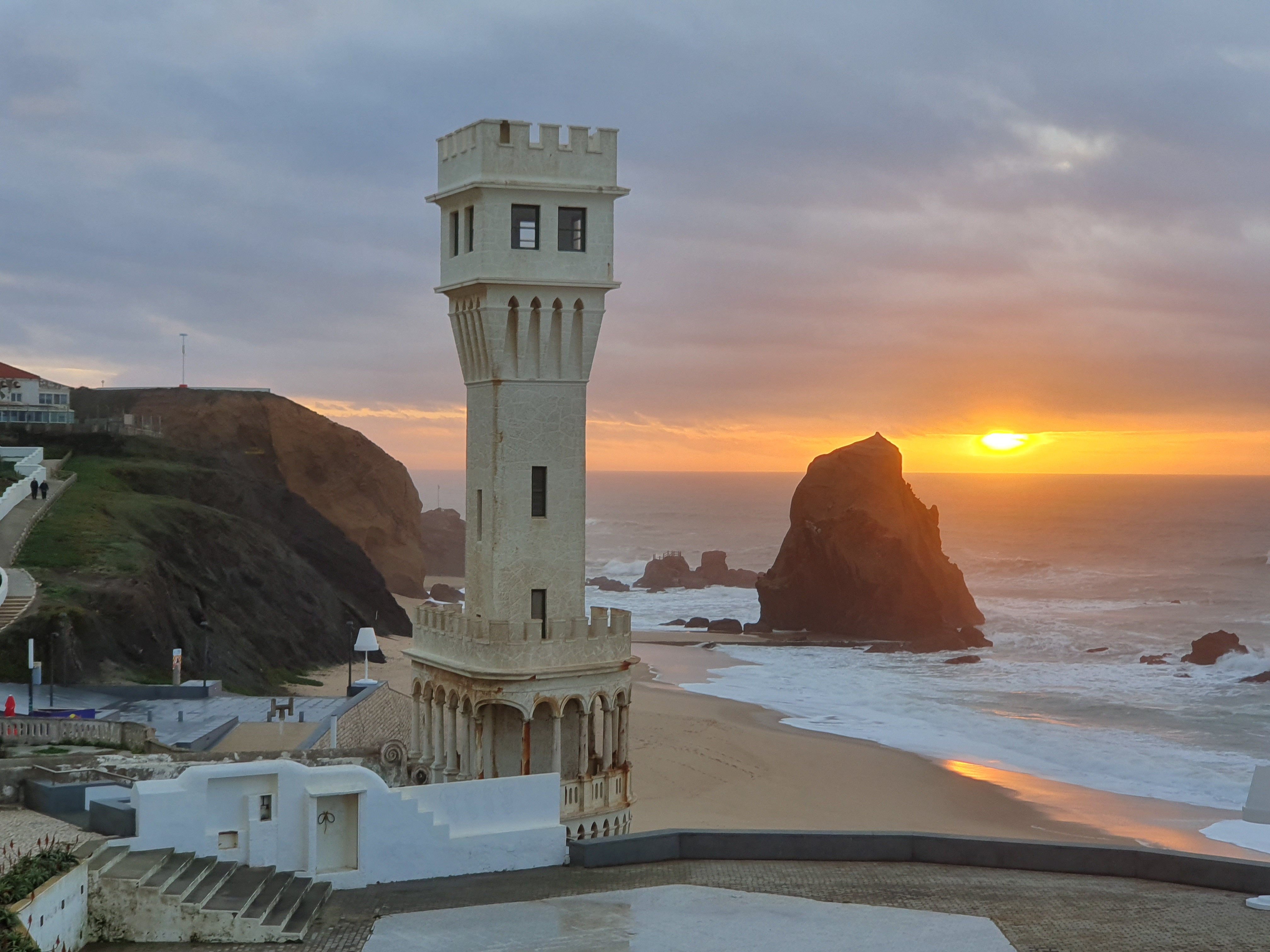
Strand

Silveira ist ein Ort und eine Gemeinde im mittleren Portugal. Bekannt ist die Gemeinde vor allem für seine Strände, insbesondere die von Santa Cruz.
Als berühmtester Sohn der Gemeinde gilt der Radrennfahrer Joaquim Agostinho, der 1943 im Gemeindeort Brejenjas geboren wurde und 1984 nach einem Radunfall starb. 

## Geschichte
Die Wassermühle in Santa Cruz aus dem 15. Jahrhundert beflügelte die weitere Entwicklung der Gemeinde. Die Azenha de Santa Cruz wurde danach mehrfach erweitert und zusätzlich auch in der Textilbearbeitung verwendet. Mitte des 20. Jahrhunderts stellte sie dann ihren Betrieb ein, wurde 1999 von der Gemeinde erworben, restauriert und unter Denkmalschutz gestellt. Das Gebäude beherbergt heute das Tourismusbüro von Silveira.
Am 28. September 1926 wurde die Gemeinde Silveira als eigenständige Kommune neu geschaffen, durch Ausgliederung aus der Gemeinde São Pedro da Cadeira.

## Verwaltung
Silveira ist Sitz einer gleichnamigen Gemeinde (Freguesia) im Kreis (Concelho) von Torres Vedras im Distrikt Lissabon. In ihr leben 9332 Einwohner (Stand 19. April 2021).
Folgende Ortschaften, Ortsteile und Plätze liegen in der Gemeinde:
| - Amoeiras - Boavista - Brejenjas - Caixeiros - Casal Alto dos Moinhos - Casal Caminhos Brancos - Casal Carpinteiro - Casal Cartaxana - Casal Cochim - Casal da Brejoeira - Casal da Espinheira - Casal da Milheira - Casal da Portela - Casal da Regateira - Casal da Relva - Casal das Naculas - Casal das Portelinhas - Casal do Gago | - Casal do Poceirão - Casal do Chixaro - Casal do Arneiro - Casal Feijão - Casal Janeiro - Casal Mato Jardo - Casal Matos Bois - Casal Mineiro - Casal Monte Guilhão - Casal Monte Ferreiro de Baixo - Casal Monte Ferreiro de Cima - Casal Monte Ferreiro do Meio - Casal Palmeiro de Cima - Casal Pedrosas - Casal Pendão - Casal Pinheiro - Casal Sequeira - Casal Vale Martelo | - Casal Vale Martelo de Baixo - Casal Vale Verde - Casal Vicente - Casal Zimbral - Casalinhos de Alfaiata - Casas Novas - Cerca - Charneca - Pobral - Porto do Riacho - Praia Azul - Santa Cruz - Secarias - Silveira - Vale da Ribeira - Vale Nogueira - Zona Industrial de Casalinhos de Alfaiata |